# Sydney—Victoria
Circonscription électorale fédérale du Canada
Sydney—Victoria est une ancienne circonscription électorale fédérale canadienne située dans la province de la Nouvelle-Écosse. 
Elle comprend l'extrémité nord de l'île du Cap-Breton ainsi que la ville de Sydney.
La seule circonscription limitrophe est Cape Breton—Canso.

## Historique
La circonscription de Sydney—Victoria a été créée en 1996 à partir Cap-Breton—The Sydneys, Cap-Breton—Richmond-Est et Cape Breton Highlands—Canso.
À la suite du découpage de la carte électorale de 2022, la circonscription sera renommée Sydney—Glace Bay. Elle se concentrera désormais dans les secteurs urbains de la Municipalité Régionale du Cap-Breton. 

## Députés
| Législature                                                                                             | Années    | Député         | Député        | Parti         |
| --- | --------- | -------------- | ------------- | ------------- |
| Sydney—Victoria issue de Cap-Breton—The Sydneys, Cap-Breton—Richmond-Est et Cape Breton Highlands—Canso |           |                |               |               |
| 36e | 1997–2000 |                | Peter Mancini | Néo-démocrate |
| 37e | 2000–2004 |                | Mark Eyking   | Libéral       |
| 38e | 2004–2006 |                | Mark Eyking   | Libéral       |
| 39e | 2006–2008 |                | Mark Eyking   | Libéral       |
| 40e | 2008–2011 |                | Mark Eyking   | Libéral       |
| 41e | 2011–2015 |                | Mark Eyking   | Libéral       |
| 42e | 2015–2019 |                | Mark Eyking   | Libéral       |
| 43e | 2019–2021 | Jaime Battiste |               | Libéral       |
| 44e | 2021–2025 | Jaime Battiste |               | Libéral       |
| Circonscription abolie voir Sydney—Glace Bay et Cape Breton—Canso—Antigonish                            |           |                |               |               |

## Résultats électoraux
|       | Candidat              | Parti             | # de voix | % des voix |
|       | John Douglas Chiasson | Conservateur      | +04 377,  | 10,63 %    |
|       | (x) Mark Eyking       | Libéral           | +30 181,  | 73,28 %    |
|       | Monika Dutt           | NPD               | +05 362,  | 13,02 %    |
|       | Adrianna MacKinnon    | Vert              | +01 026,  | 2,49 %     |
|       | Wayne James Hiscock   | Parti libertarien | +00242,   | 0,59 %     |
| Total | Total                 | Total             | 41 188    | 100 %      |

|       | Candidat        | Parti        | # de voix | % des voix |
|       | Cecil Clarke    | Conservateur | +14 023,  | 37,85 %    |
|       | (x) Mark Eyking | Libéral      | +14 788,  | 39,91 %    |
|       | Kathy MacLeod   | NPD          | +07 049,  | 19,03 %    |
|       | Chris Milburn   | Vert         | +01 191,  | 3,21 %     |
| Total | Total           | Total        | 37 051    | 100 %      |

|       | Candidat          | Parti        | # de voix | % des voix |
|       | Kristen Rudderham | Conservateur | +07 223,  | 20,62 %    |
|       | (x) Mark Eyking   | Libéral      | +17 303,  | 49,4 %     |
|       | Wayne McKay       | NPD          | +08 559,  | 24,44 %    |
|       | Collin Harker     | Vert         | +01 941,  | 5,54 %     |
| Total | Total             | Total        | 35 026    | 100 %      |